# Peter Rosegger
Peter Rosegger (31. července 1843, Alpl, Štýrsko – 26. července 1918, Krieglach) byl rakouský spisovatel a básník. Své původní příjmení Roßegger si změnil na Rosegger po vydání prvních děl, aby se odlišil od dalších pěti jmenovců.
Ještě za jeho života, v roce 1910, mu byl na kopci Hanselberg (dnes Bezručův vrch) u Krnova postaven památník (mohyla) s pamětní deskou, která byla v roce 1948 nahrazena deskou k uctění tehdy ještě žijícího básníka Petra Bezruče.
Mezi jeho přátele náležel kupříkladu literát Ludwig Anzengruber, s nímž udržoval i písemnou korespondenci.

## Dílo

### Sbírky básní
- Zither und Hackbrett, 1870
- Mein Lied, 1911 (obsahuje mimo jiné Ein Freund ging nach Amerika)

### Romány
- Die Schriften des Waldschulmeisters, 1875
- Heidepeters Gabriel, 1882
- Der Gottsucher, 1883
- Jakob der Letzte, 1888
- Peter Mayr. Der Wirt an der Mahr, 1891
- Das ewige Licht, 1897
- Erdsegen, 1900
- Weltgift, 1901
- Inri, 1905
- Die Försterbuben, 1907
- Die beiden Hänse, 1911

### Povídky
- Geschichten aus Steiermark, 1871
- Geschichten aus den Alpen, 1873
- Streit und Sieg, 1876
- Mann und Weib. Liebesgeschichten, 1879
- Allerhand Leute, 1888
- Der Schelm aus den Alpen, 1890
- Durch!, 1897
- Als ich noch der Waldbauernbub war, 1902
- Wildlinge, 1906
- Lasset uns von Liebe reden, 1909
- Der erste Christbaum
- Der Wald brennt

### Autobiografická díla
- Waldheimat, 1877
- Mein Weltleben, 1898, 1914
- Schriften in Steirischer Mundart, 1907
- Gesammelte Werke (40 Bände), 1913–1916